# St. Nikolai (Kirchdorf)

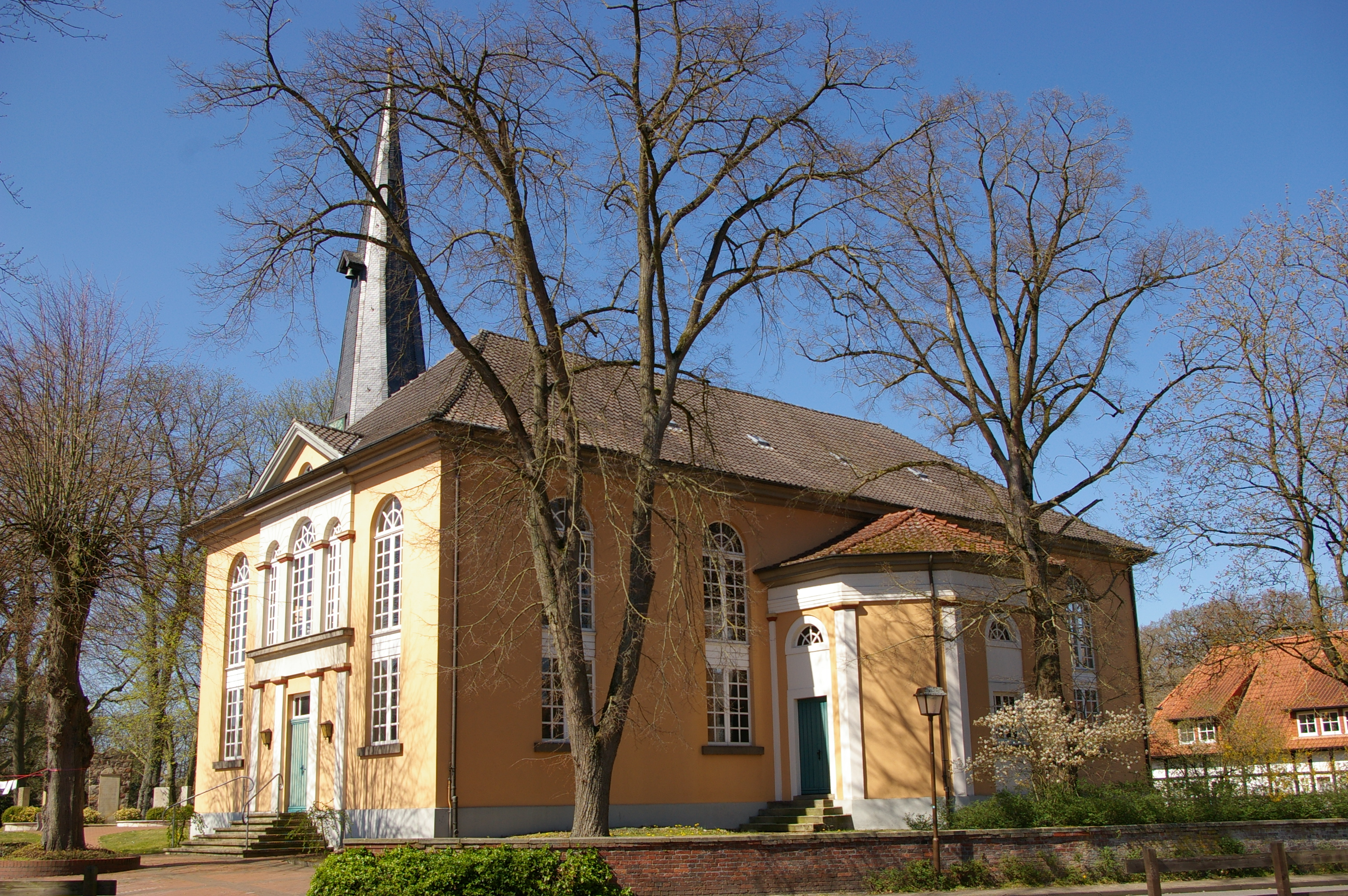
Nikolai-Kirche, April 2020

Die St.-Nikolai-Kirche ist ein Sakralbau in Kirchdorf bei Sulingen. Die Kirche ist Mittelpunkt eines Kirchspiels mit den Dörfern Bahrenborstel, Holzhausen, Kirchdorf, Kuppendorf, Scharringhausen und Woltringhausen. Sie zählt zum Kirchenkreis Grafschaft Diepholz der Evangelisch-lutherischen Landeskirche Hannovers. Sie ist ein Baudenkmal.

## Geschichte
Die klassizistische Kirche wurde in den Jahren 1831 bis 1833 unter Konsistorialbaumeister Ludwig Hellner erbaut. Auf dem Grundriss eines Kreuzes errichtet, weist ihre Nüchternheit und Schlichtheit auf die Mitte des evangelischen Glaubens hin: das Wort Gottes. Die Kirche ist die räumlich größte im Kirchenkreis Grafschaft Diepholz. Sie wurde konzipiert für 1200 Personen.
Die Kanzel ist der einzige Einrichtungsgegenstand, welcher Verzierungen aufweist. Der Turm stammt aus dem 14. Jahrhundert und hat seinen schlanken Helm im Jahre 1805 erhalten.  1964 erfolgte eine grundlegende Sanierung, bei der auch der ursprünglich romanische Taufstein restauriert wurde. Die Orgel wurde 1972 durch die Firma Emil Hammer Orgelbau errichtet. Die große Glocke stammt aus dem Jahre 1500, die beiden kleinen Glocken aus den Jahren 1952 und 1953.
Die Kirchenbücher reichen bis auf das Jahr 1700 zurück.